# Taszto Kszumancia
Taszto Kszumancia (ros. Ташто Кшуманця) – wieś (dieriewnia) w Rosji, w Mordowii, w rejonie bolszeignatowskim. W 2010 liczyła 285 mieszkańców.